# Rue du Cotentin
La rue du Cotentin est une voie située dans le quartier Necker du 15e arrondissement de Paris, en France.

## Situation et accès
Il est possible d'accéder à la rue du Cotentin grâce à la ligne de métro 4 et à la ligne de métro 13 ainsi que grâce aux lignes 39 - 70 - 88 - 92 - 95.

## Origine du nom

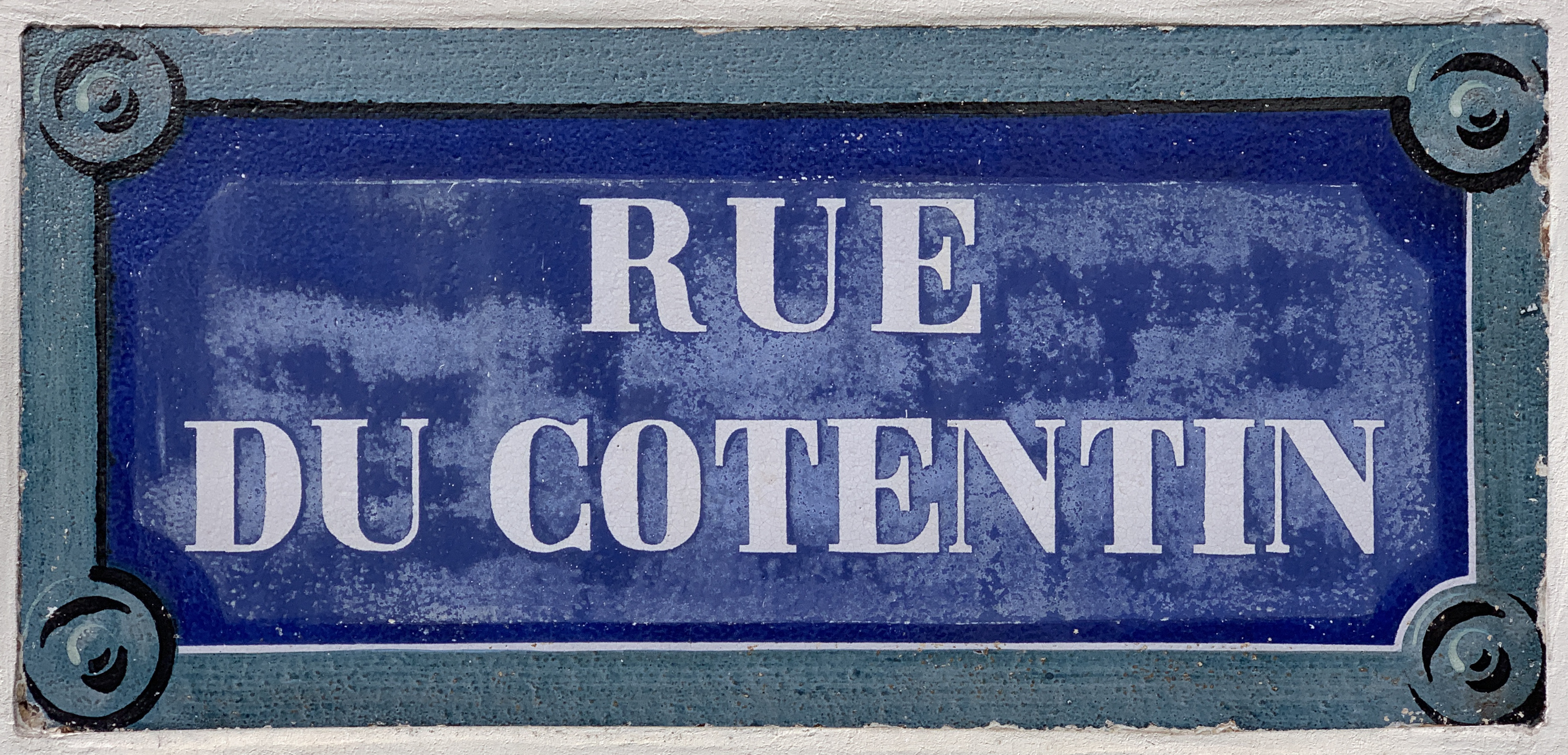
Plaque de la rue.

Elle porte le nom de la péninsule normande, le Cotentin, en raison de sa proximité avec la voie de chemin de fer de la gare Montparnasse desservant ce lieu.

## Historique
Cette voie créée au XVIIe siècle est indiquée comme chemin vicinal sur le cadastre du territoire de Vaugirard de 1804.
Rattachée à la voirie de Paris en 1863 sous le nom de « chemin de la Gaité », elle prend en 1867 le nom de « rue du Cotentin ».
Avant l’implantation du chemin de fer de l'Ouest, le chemin reliait le chemin des Fourneaux à la rue de la Gaîté. La rue Vandamme est son autre extrémité.

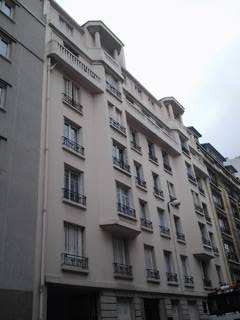
Domicile de la femme de lettres Claire Sainte-Soline, au no 34 (août 2015).

## Bâtiments remarquables et lieux de mémoire
- La femme de lettres Claire Sainte-Soline (1891-1967) a résidé au no 34.
- Le peintre Stéphane Montefiore (1971-) a vécu au no 37.

## Dans la littérature
Huysmans décrit la rue dans Les Sœurs Vatard (chapitre XII).  